# MSX

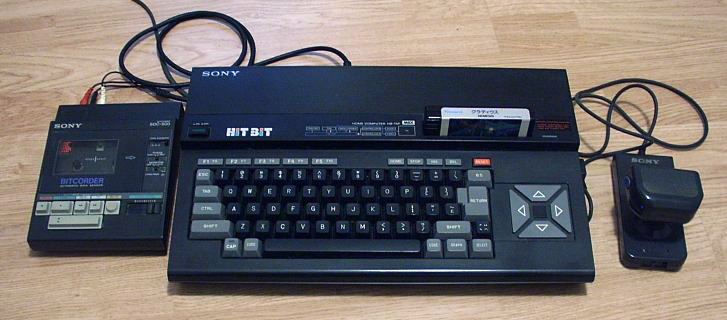
Комп'ютер Sony HitBit HB-75P стандарту MSX 1

MSX (Machines with Software eXchangeability) — назва стандарту для побутових комп'ютерів 1980-х років. Він був спробою створення єдиних стандартів для розробників апаратного забезпечення, ініційованою японським відділенням компанії Microsoft і Кадзухіко Нісі, який очолював його на той момент. Також у розробці стандарту брала участь японська компанія — ASCII Corporation, заснована Нісі спільно з Кадзуя Ватанабе саме з цією метою. Комп'ютери стандарту MSX отримали велику популярність у Японії та ряді інших країн, однак, незважаючи на підтримку Microsoft, майже не набули популярності в США та Європі. Всього в світі було продано понад 7,5 мільйона примірників MSX-сумісних комп'ютерів, з них 5 млн — у Японії.
Нісі запропонував стандарт MSX як спробу створення єдиного індустріального стандарту для побутових комп'ютерів. Натхненні успіхом стандартизації в галузі відеозапису (стандарт VHS), багато виробників електроніки, зокрема Goldstar, Philips і Spectravideo, розробляли і просували комп'ютери стандарту MSX. Будь-який пристрій або програмне забезпечення з логотипом MSX були сумісні з продукцією стандарту MSX інших виробників. Зокрема, стандарт описував формат і функціональність картриджів розширення, що дозволяло будь-яким пристроям розширення або ігровим картриджам працювати на будь-якому комп'ютері стандарту MSX.
Стандарт Нісі складався головним чином з декількох вже наявних вузлів. Це процесор Zilog Z80, що працює на частоті 3,58 МГц, відеоконтролер TMS9918 компанії Texas Instruments з 16 КБ відеопам'яті, і мікросхема звукогенератора AY-3-8910 компанії General Instrument (GI). Ці компоненти, спільно з інтерпретатором MSX BASIC компанії Microsoft, зробили MSX конкурентоспроможним стандартом, але також і робили вартість відповідних йому комп'ютерів досить високою. Стандарт MSX дуже нагадував вже наявний на той момент побутовий комп'ютер SV-328 компанії Spectravideo, однак цей комп'ютер не повністю відповідав стандарту MSX. Згодом Spectravideo випустила модель SV-728, яка вже була стандартним комп'ютером MSX.
До появи та подальшого великого успіху ігрової консолі Famicom від Nintendo комп'ютери MSX були основною домашньою платформою для найбільш відомих японських компаній—розробників відеоігор, таких як Konami і Hudson Soft. Такі ігрові серії, як Metal Gear, Bomberman і Valis почалися з ігор, які вперше вийшли на комп'ютерах MSX.

## Історія

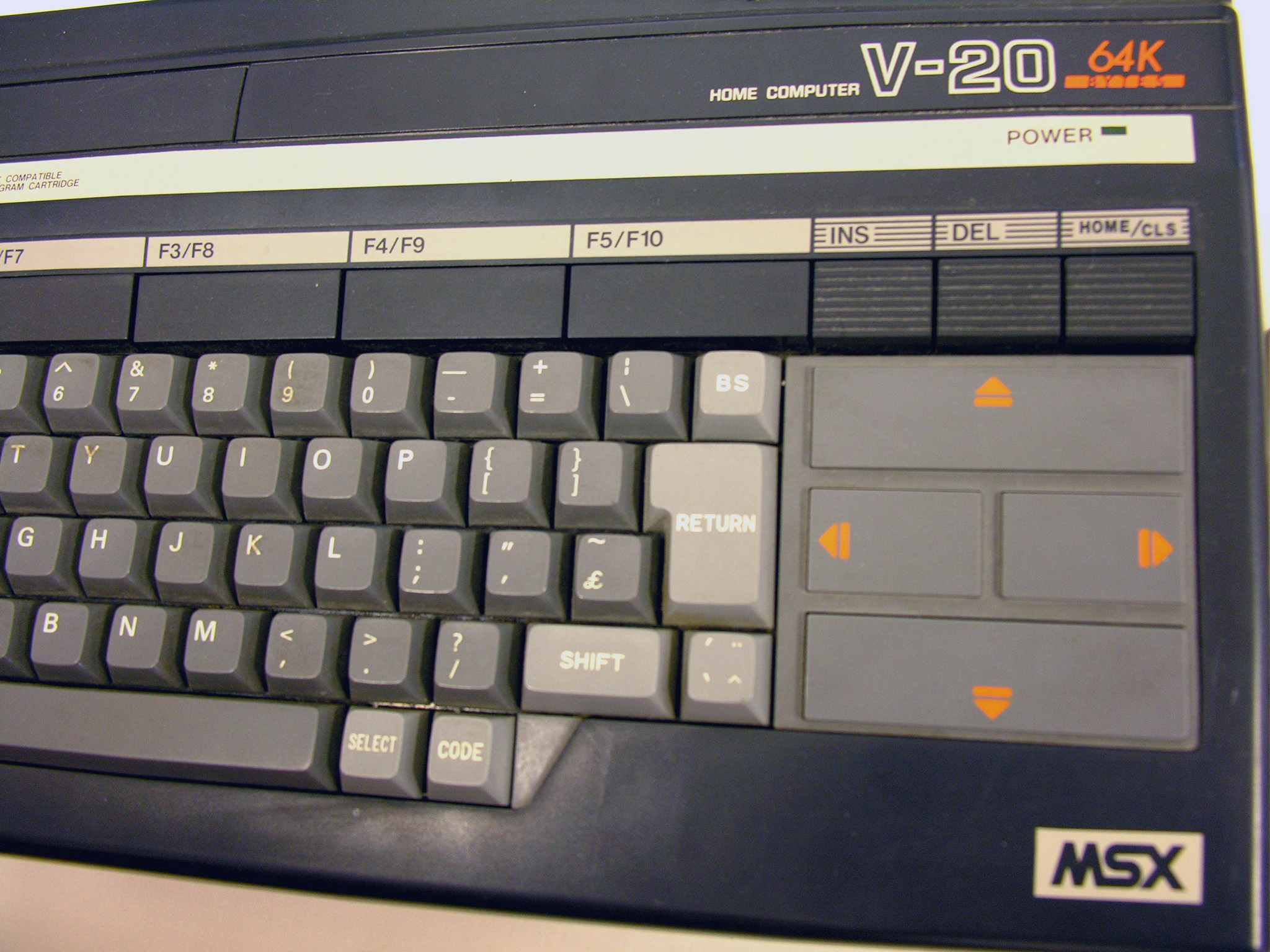
Canon V-20

У 1980-х роках Японія перебувала в процесі економічного зростання. Великі японські виробники електроніки могли домогтися успіху на зароджуваному ринку персональних ЕОМ, доклавши спільних зусиль в кінці 1970-х. Їхня потужна інженерна та виробнича база була достатньою для створення конкурентоспроможних машин, але спочатку вони нехтували ринок персональних комп'ютерів у цілому і побутових зокрема, ймовірно, не ризикуючи виходити на ринок, який не має єдиного індустріального стандарту.
Стандарт MSX був анонсований 27 червня 1983 року. Після анонсу пішли оголошення великих японських компаній про плани з виробництва комп'ютерів цього стандарту, що викликало деяку паніку в комп'ютерній індустрії США. Однак, японські компанії не поспішали вступати в конкуренцію на американському ринку мікрокомп'ютерів, який на той момент перебував у стані «цінової війни», очолюваної Commodore. Лише компанії Spectravideo і Yamaha деякий час намагалися продавати комп'ютери MSX у США. Комп'ютери Spectravideo мали невеликий успіх. Модель Yamaha CX5M з вбудованим MIDI-інтерфейсом позиціонувалася швидше як цифровий музичний інструмент, ніж звичайний персональний комп'ютер.
Протягом 1980-х років у Європі сформувався найбільший ринок комп'ютерних (але не консольних) ігор, на якому домінували дуже популярні тоді комп'ютери Commodore 64 і Sinclair ZX Spectrum. На момент появи комп'ютерів MSX на європейському ринку на ньому вже існувало кілька популярних, порівнянних за ціною 8-бітних домашніх комп'ютерів, конкурувати з якими було складно.

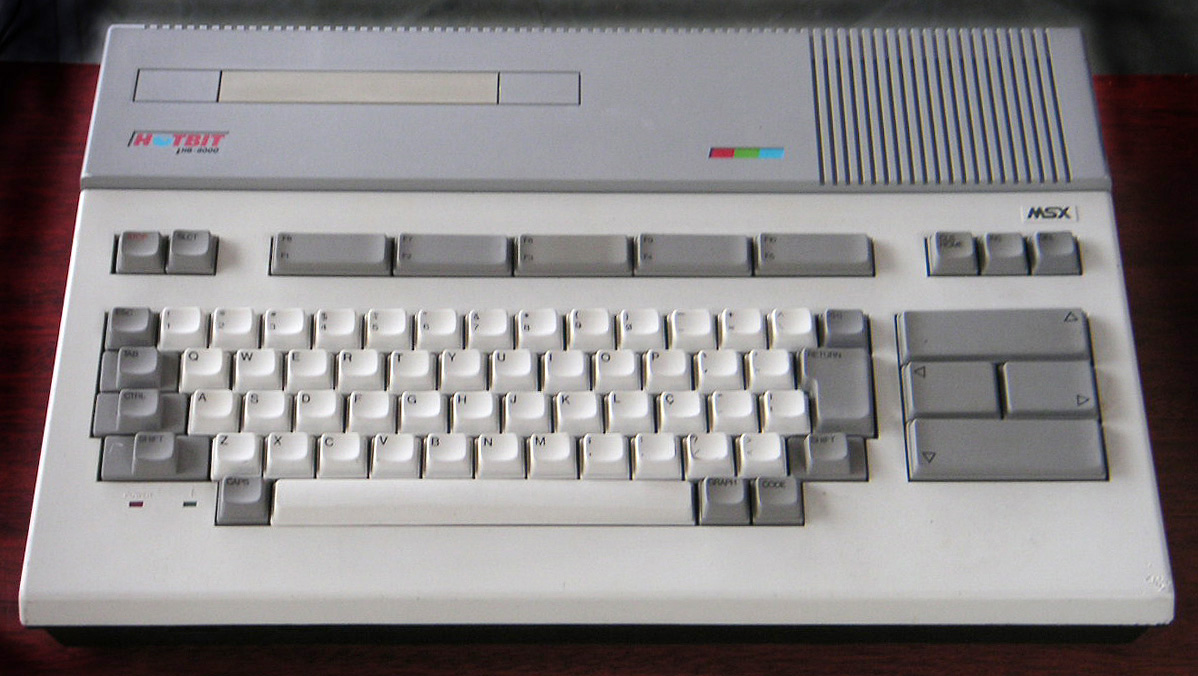
Sharp Hotbit, став хітом на бразильському ринку

Таким чином, MSX не став міжнародним стандартом, як хотіли його творці. Це відбулося переважно тому, що він був майже невідомий у США і в більшій частині Європи. В Японії і Південній Кореї комп'ютери MSX були основними побутовими комп'ютерами 80-х років. Комп'ютери цього стандарту мали також популярність у Нідерландах, Іспанії, Бразилії, деяких арабських країнах і в СРСР.
Точне значення абревіатури «MSX» досі залишається предметом суперечок. Багато людей вважали, що вона означає MicroSoft eXtended, посилаючись на вбудований інтерпретатор мови BASIC (MSX BASIC), спеціально адаптований компанією Microsoft для комп'ютерів MSX. Однак, за словами Кадзухіко Нісі, висловленими ним у процесі візиту в Тілбург (Нідерланди), абревіатура MSX означає 'Machines with Software eXchangeability'. Операційна система MSX-DOS, яка використовується на комп'ютерах MSX, була сумісна за системними викликами з CP/M, але мала розширені функції. Іншими словами, MSX-DOS дозволяла запускати більшість програм, написаних під CP/M і мала файлову систему FAT, що дозволяло обмінюватися файлами з системою MS-DOS. Крім того, інтерфейс командного рядка за набором команд був подібний до MS-DOS. Таким чином, компанія Microsoft могла просувати MSX як домашню систему, тоді як IBM PC під управлінням MS-DOS орієнтувалися для офісних застосувань.
Стандарт MSX має чотири версії (покоління): MSX 1 (1983), MSX 2 (1985), MSX 2+ (1988) і MSX Turbo R (1990). Комп'ютери, що відповідають першим трьом версіями стандарту, є 8-розрядними, на базі мікропроцесора Zilog Z80, тоді як комп'ютери MSX Turbo R використовували покращений варіант процесора Zilog Z800, відомий під назвою R800. Стандарт Turbo R був представлений у 1990 році, однак не мав особливого успіху через відсутність підтримки програмним забезпеченням і зростання популярності IBM PC-сумісних комп'ютерів. Виробництво Turbo R було припинено в 1995 році.
Всього було продано близько 5 мільйонів комп'ютерів стандарту MSX, що свідчить про їх відносну популярність. Однак, стандарт MSX не став глобальним, як передбачалося. Для порівняння з іншими 8-бітними комп'ютерами, що конкурували з MSX: продажі Commodore 64 за весь час його існування склали 17 мільйонів примірників; Apple II — від 5 до 6 мільйонів; Amstrad CPC — 3 мільйони; Tandy TRS-80 — 250 тисяч примірників.

## Популярність в СРСР

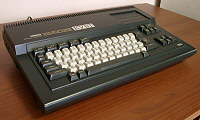
Yamaha YIS-503II

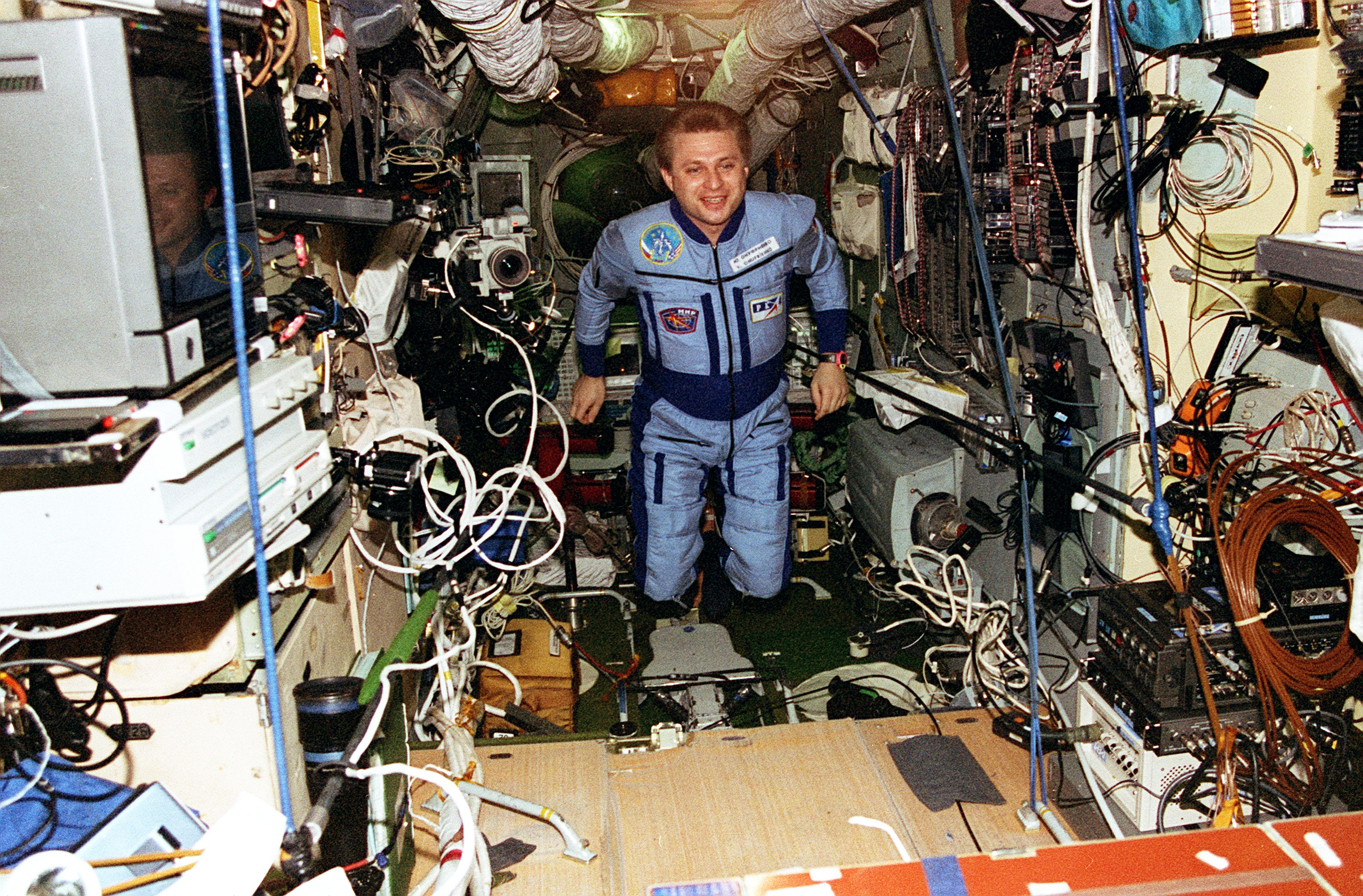
Sony MSX HB-G900AP всередині орбітальної станції «Мир»

Комп'ютери MSX, на відміну від більшості популярних імпортних побутових комп'ютерів, отримали деякий офіційне поширення в СРСР, зокрема й в Україні. Починаючи з середини 80-х років вони використовувались у складі комп'ютерних класів у навчальних закладах. Спочатку це були експортні версії комп'ютерів японської фірми Yamaha — моделі YIS-503 і YIS-805, спеціально призначені для постачання в СРСР (мали клавіатуру з російськими символами у фонетичній розкладці ЙЦУКЕН/JCUKEN). Класи на основі цих комп'ютерів отримали назву Ямаха КУВТ. Згодом, наприкінці 80-х років, з цією ж метою в СРСР постачалися корейські комп'ютери Daewoo (моделі CPC-300E і CPC-400). Вони не мали російських символів на клавіатурі і були звичайними, не експортними, моделями. Також постачалися в СРСР MSX-сумісні комп'ютери Toshiba.
Крім цього, існували також радянські версії японського комп'ютера Sony HB-F9P і Sanyo MPC-2300. Точної інформації, чи застосовувалися вони в школах, чи постачалися для інших цілей, немає. Інша модель фірми Sony, HB-G900P, використовувалася на борту орбітальної станції «Мир».
Комп'ютер Yamaha YIS-503II став учасником двохвилинного епізоду у фільмі «Малявкін і компанія» (1986). Під час епізоду показують екран комп'ютера, що відображає текст «Я — персональний комп'ютер, мене звуть Yamaha. А як звуть Вас?». Діти зачитують вголос текст (при цьому слово «Yamaha» замінено на «Дисплей») і набирають свої імена. Ігри для MSX, зокрема Antarctic Adventure (та її продовження, Penguin Adventure) і Yie Ar Kung-Fu були показані у трихвилинному епізоді фільму «Поїхав потяг у Бульзибар» (1986) — діти грають у комп'ютерному класі під наглядом вчителя.
Комп'ютер Yamaha CX5, що має вбудований модуль синтезатора SFG-01 (з можливістю підключення SFG-05) і призначений спеціально для створення музики, використовувався деякими музикантами, які працювали в жанрі електронної музики з середини по кінець 1980-х років. Наприклад, за його допомогою створені альбоми «Пульс 1» (1985) і «512 КБАЙТ» (1987) А. Родіонова і Б. Тихомирова, «Ієрогліф» групи Пікнік (1986) і «Танці на битому склі» Олексія Вишні (1989). Комп'ютер Yamaha CX5MII/128, має вбудований модуль синтезатора SFG-05, який використовувався групою «Нова колекція».
Стандарт MSX справив певний вплив на створення низки комп'ютерів СРСР. Наприклад, комп'ютери ПК8000 розроблені частково сумісними зі стандартом MSX і мають інтерпретатор мови Бейсік, сумісний з MSX BASIC. Адаптована версія MSX-DOS застосовувалася в одній з версій ZX-Spectrum сумісного комп'ютера ATM Turbo 2. У комп'ютері «Алеста» використано деякі технічні особливості, характерні для MSX, і адаптовану версію MSX-DOS; для нього було адаптовано кілька ігор, розроблених для комп'ютерів MSX2. Для комп'ютера Вектор-06Ц також було адаптовано (ВО «Счетмаш», Центр «Комп'ютер», м. Кишинів, Молдова) кілька ігор MSX1 (відомо про 17), однак, через істотні апаратні відмінності цих комп'ютерів, подібна адаптація полягала в дуже істотній зміні коду і даних ігор. Адаптація полягала в заміні команд Z80, відсутніх у мікропроцесорі КР580ВМ80А, аналогічними за функціональністю процедурами, підміні викликів функцій MSX BIOS на виклики процедур, що враховують апаратні особливості Вектор-06Ц і перевизначенні адресного простору для зберігання даних і стека. В іншому код програм був повністю ідентичний.

## Відродження MSX

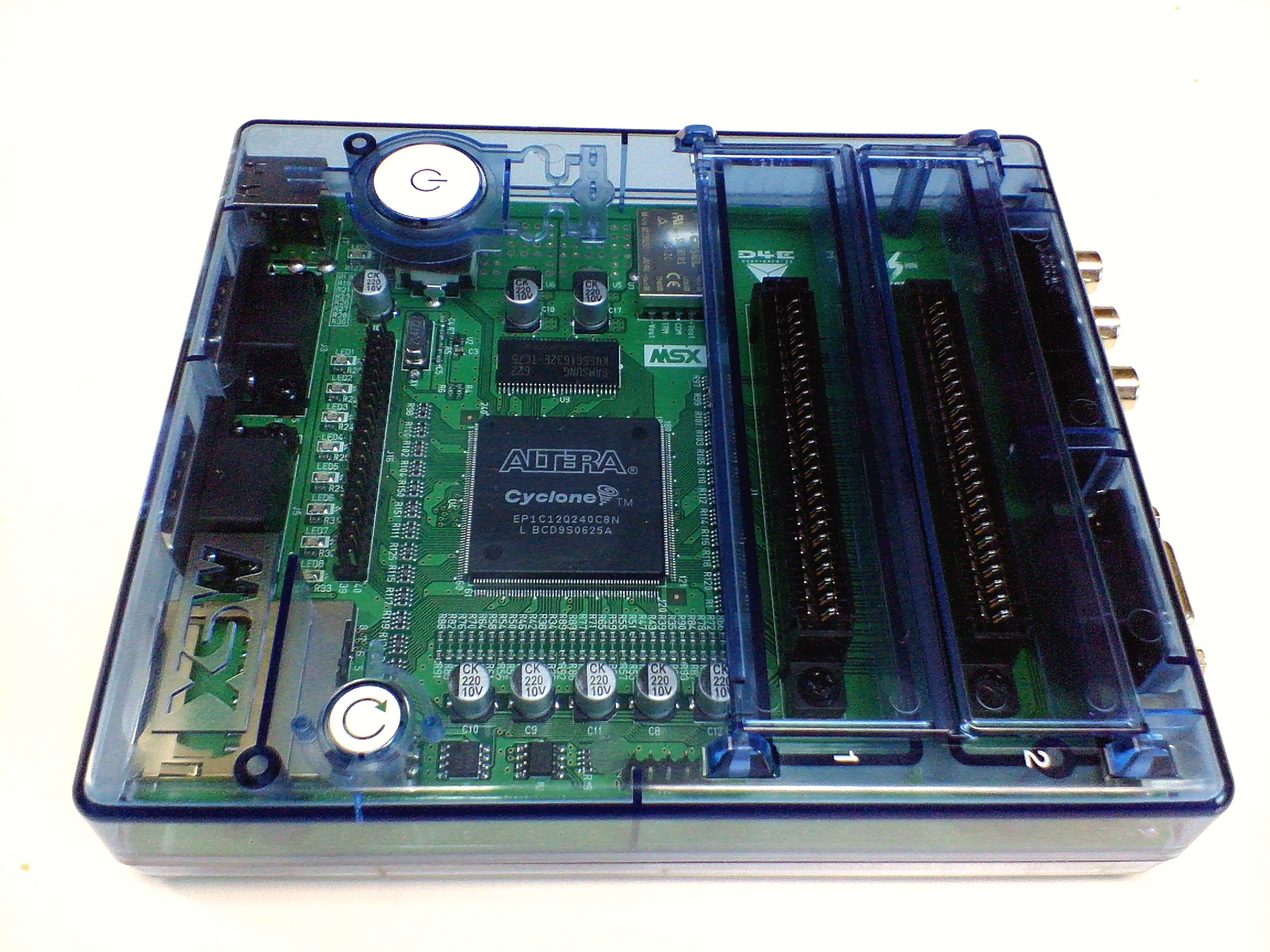
Комп'ютер One Chip MSX на базі ПЛІС Altera Cyclone

- У 2001 році Кадзухіко Нісі почав так зване відродження MSX (MSX Revival) випуском емулятора, що називається MSX PLAYer, і є єдиним офіційним емулятором MSX. Всі авторські права на MSX належать організації MSX Association, президентом якої є Нісі.
- У 2004 році голландська компанія Bazix [Архівовано 29 травня 2019 у Wayback Machine.] оголосила про отримання нею статусу офіційного представника MSX Association в Європі, ставши, таким чином, англомовною контактною особою для відповідей на будь-які питання, що стосуються торговельної марки MSX та авторських прав (ліцензування).
- 17 жовтня 2006 року компанія Bazix запустила сайт WOOMB.Net, через який почала продаж ігор для MSX з початковим асортиментом 14 ігор (перекладених англійською мовою, якщо це було необхідно). Раніше аналогічний сервіс був відкритий у Японії, на сайті Project EGG [Архівовано 6 серпня 2019 у Wayback Machine.]. WOOMB.Net є англомовною версією цього сервісу, пропонованого японською компанією D4 Enterprise [Архівовано 18 серпня 2019 у Wayback Machine.].
- У серпні 2006 року D4 Enterprise анонсувала вихід нової MSX2-сумісної системи під назвою One Chip MSX[ru]. Вона побудована на одній мікросхемі ПЛІС Altera серії Cyclone, в якій розміщуються всі компоненти системи, разом з процесором. Продажі системи почалися 19 листопада того ж року. Раніше, в 2005 році, передбачалося, що виробництвом цієї системи займеться компанія ASCII Solutions, якщо буде зроблено понад 5000 попередніх замовлень, проте їх було набрано лише 3414.[13]
- У 2006 році японське відділення компанії Nintendo опублікувало на сайті Virtual Console[ru] інформацію про те, що ігри для MSX будуть доступні на ігровій консолі Nintendo Wii через сервіс Virtual Console.

## Цікаві факти
- День народження стандарту MSX — 27 червня 1983 року, коли він був офіційно анонсований під час прес-конференції.
- Комп'ютери стандарту MSX1 мають будову, дуже схожу з приставкою Colecovision. Вони використовують однакові процесор і відеоконтролер, а також мікросхеми звукогенератора зі схожими можливостями. Існує емулятор Colecovision для MSX.
- Найпопулярніші ігри для MSX були створені відомою японською компанією Konami.
- Процесор Zilog Z80, що використовується в комп'ютерах MSX, може безпосередньо адресувати до 64 КБ пам'яті. Типово, в більшості комп'ютерів нижні 32 КБ адресного простору віддані постійній пам'яті з MSX BASIC, а верхні 32 КБ — ОЗП. Комп'ютери, що підтримують MSX-DOS, мали 64 КБ оперативної пам'яті, однак нижні 32 КБ були недоступні, оскільки ця область пам'яті була зайнята MSX BASIC. Коли запускалася MSX-DOS, мікросхема постійної пам'яті з MSX BASIC від'єднувалася, і всі 64 КБ адресного простору віддавалися для оперативної пам'яті.
- Серед програмного забезпечення для MSX-DOS були програми dBase[ru] II, Turbo Pascal версії 3 і текстового редактора WordStar[en]. Ці програми були безпосередньо портовані з ОС CP/M. В кінці 80-х років деякі бразильські компанії використовували комп'ютери MSX як корпоративну платформу. Оскільки комп'ютери MSX 1 мають текстовий режим всього 40 x 25 символів, випускалися спеціальні комплекти розширення, що дозволяють відображати текст 80 x 25, роблячи, таким чином, MSX більш придатним для професійної роботи. Комп'ютери стандарту MSX 2 і вище ніколи не вироблялися основними компаніями в Бразилії (Gradiente[en] і Sharp). Велика частина ринку була створена однією людиною, Адеміром Карчано (Ademir Carchano, MSX Projetos), який розробив значну частину апаратного забезпечення, зокрема картридж MegaRAM (дозволяє копіювати і використовувати ігри MegaROM), комплекти розширення MSX 2 і 2+, IDE-контролери. Хоча дешеві клони IBM PC вже домінували на ринку, комп'ютери MSX зберігали популярність. Деякий час для них створювалося нове апаратне забезпечення, продавалося за істотними цінами.
- Ігри для MSX 1 видавалися переважно на картриджах та магнітофонних касетах. Пізніше, з появою комп'ютерів MSX 2 (які зазвичай мали тридюймові дисководи), основним носієм для ігор та інших програм стали дискети.
- Тридюймові дискети MSX, принаймні ті, які були відформатовані в MSX-DOS 2.0, безпосередньо сумісні з MS-DOS (проте деякі деталі, такі як відновлення видалених файлів і завантажувальний сектор, відрізняються).[14]

## Ігри
У 1980-х для MSX1 були випущені сотні ігор. Спочатку вони поширювалися на магнітній стрічці, потім на дискетах (360 КБ) і картриджах. Програми для MSX2 випускалися як на дискетах (360 КБ і 720 КБ) так і у вигляді ROM-модулів.
Деякі ігри, які вперше з'явилися на комп'ютерах MSX, переросли у відомі ігрові серії:
- Bomberman
- Aleste
- Metal Gear
- Puyo Puyo
- Parodius

Інші ігри відомих серій, що з'являлися на MSX (зокрема ексклюзивні частини), або версії, що сильно відрізняються від версій для інших систем:
- Arkanoid[ru]
- Auf Wiedersehen Monty[ru]
- The Black Onyx[en]
- Bosconian[en]
- Castlevania
- Contra
- Dragon Quest[ru]
- Dragon Slayer[ru]
- Final Fantasy
- Galaga
- Golvellius[en]
- Gradius (Nemesis)
- King’s Valley[ru]
- Knight
- Moai No Hihou (Острів Пасхи)
- Wizardry: Proving Grounds of the Mad Overlord[ru]
- Xak
- Ys[en]
- Zanac

Програмне забезпечення для MSX2/2+/Turbo R випускається досі[коли?] окремими прихильниками і групами. З 2003 року проводиться щорічний конкурс розробників ігор MSXdev.

## Виробники комп'ютерів стандарту MSX
- MSX 1: Spectravideo (США), Philips (Нідерланди), Sony, Sanyo, Mitsubishi, Toshiba, Hitachi, National[en], Panasonic, Canon, Casio, Pioneer, Fujitsu General, Yamaha, Yashica[ru]-Kyocera (Японія), GoldStar, Samsung, Daewoo/Yeno (Південна Корея), Gradiente[en], Sharp/Epcom (Бразилія), Talent (Аргентина).
- MSX 2: Philips (Нідерланди), Sony, Sanyo, Samsung, Mitsubishi, Victor[en] (також відома як JVC), National, Panasonic, Canon, Yamaha (Японія), ACVS, DDX (Бразилія, у вигляді комплекту для розширення), Daewoo/Yeno (Південна Корея), Talent (Аргентина).
- MSX 2+: Sony, Sanyo, Panasonic (Японія), ACVS, DDX (Бразилія, комплект для розширення)
- MSX Turbo R: Panasonic (Японія)

## Технічні характеристики
Комп'ютери стандарту MSX різних поколінь мали такі технічні характеристики.

### MSX 1

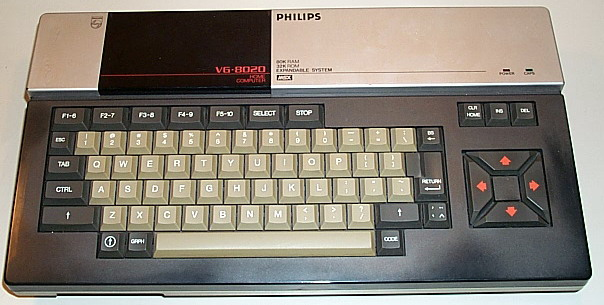
Комп'ютер Philips стандарту MSX 1, модель VG-8020

- Процесор: Zilog Z80A, що працює на частоті 3,58 МГц
- Постійна пам'ять: 32 кілобайти
  - BIOS (16 КБ)
  - MSX BASIC V1.0 (16 КБ)
- Оперативна пам'ять: від 8 до 64 КБ
- Відеоконтролер: сімейство Texas Instruments TMS9918[ru]
  - Відеопам'ять: 16 КБ
  - Текстові режими: 40 x 24 і 32 x 24 символів
  - Графічний режим: 256 x 192 (16 кольорів)
  - Спрайт: 32, 1 колір, до 4 спрайтів на одному рядку зображення
- Мікросхема звукогенератора: General Instrument AY-3-8910 (PSG)
  - 3 канали + шум

### MSX 2
- Процесор: Zilog Z80A, що працює на частоті 3,58 МГц
- Постійна пам'ять: 48 КБ
  - BIOS + Extended BIOS (32 КБ)
  - MSX BASIC V2.0 (16 КБ)
  - DiskROM (16 КБ) (опціонально)
  - MSX-Audio[ru] BIOS (32 КБ) (опціонально)
- Оперативна пам'ять: зазвичай 128 КБ (64 КБ на японських моделях; комп'ютер Sony HB-F700P мав 256 КБ)
  - Пристрій керування пам'яттю підтримує 4 МБ адресного простору для кожного з 4 слотів (ОЗП, ПЗП тощо)
- Відеоконтролер: Yamaha V9938[ru] (також відомий як MSX-Video)
  - Відеопам'ять: 128 КБ (іноді 64 КБ або 192 КБ)
  - Текстові режими: 80 × 24, 40 x 24 і 32 x 24 символів
  - Графічні режими: 512 x 212 (16 кольорів з палітри 512) і 256 x 212 (256 кольорів)
  - Спрайт: 32, 16 кольорів, до 8 спрайтів на одному рядку зображення
  - Апаратне прискорення для операцій копіювання, заливки, малювання ліній тощо.
  - Можливість подвоєння вертикальної роздільності за рахунок чергування рядків
  - Регістр вертикальної прокрутки
- Мікросхема звукогенератора: Yamaha YM2149 (PSG)
  - 3 канали + шум
- Мікросхема годинника реального часу RP5C01

### MSX 2+
- Комп'ютери цього стандарту офіційно випускалися тільки в Японії (також були доступні в Європі і Бразилії у вигляді пристроїв розширення)
- Процесор: Сумісний з Zilog Z80, на частоті 3,58 МГц або вище (існували версії з частотою 5,37 МГц)
- Постійна пам'ять: 64 КБ
  - BIOS + Extended BIOS (32 КБ)
  - MSX BASIC V3.0 (16 КБ)
  - DiskROM (16 КБ)
  - Kun-BASIC (16 КБ) (опціонально)
  - Kanji ROM (знакогенератор з японськими ієрогліфами, опціонально)
- Оперативна пам'ять: зазвичай 64 КБ (для японських комп'ютерів)
  - Пристрій керування пам'яттю підтримує 4 МБ адресного простору для кожного з 4 слотів (ОЗП, ПЗП, тощо)
- Відеоконтролер: Yamaha V9958[ru] (також відомий як MSX-Video)
  - Відеопам'ять: 128 КБ
  - Текстові режими: 80 x 24 і 32 x 24 символів
  - Графічні режими: 512 x 212 (16 кольорів з 512) і 256 x 212 (19268 кольорів)
  - Спрайт: 32, 16 кольорів, до 8 спрайтів на одному рядку зображення
  - Апаратне прискорення для операцій копіювання, заливки, малювання ліній тощо.
  - Можливість подвоєння вертикальної роздільності за рахунок чергування рядків
  - Регістри горизонтальної і вертикальної прокрутки
- Мікросхема звукогенератора: Yamaha YM2149 (PSG)
  - 3 канали + шум
- Опціональна мікросхема звукогенератора: Yamaha YM2413 (OPLL)[ru] (MSX-Music)
  - 9 каналів FM-синтезатора або 6 каналів FM-синтезатора + 5 ударних інструментів
  - Набір з 15 встановлених інструментів і один користувацький інструмент
- Мікросхема годинника реального часу RP5C01

### MSX Turbo R
- Комп'ютери цього стандарту офіційно випускалися тільки в Японії
- Процесори:
  - Zilog Z80 на частоті 3,58 МГц
  - ASCII R800[ru] на частоті 7,14 МГц (швидкодія порівнянна з Z80 на частоті до 29 МГц)
- Постійна пам'ять: 96 КБ
  - BIOS + Extended BIOS (48 КБ)
  - MSX BASIC V4.0 (16 КБ)
  - DiskROM (16 КБ)
  - Kun-BASIC (16 КБ)
  - Kanji ROM (256 КБ)
  - Firmware (4 МБ)
- Оперативна пам'ять: 256 КБ (для FS-A1ST) або 512 КБ (для FS-A1GT)
  - Пристрій керування пам'яттю підтримує 4 МБ адресного простору для кожного з 4 слотів (ОЗП, ПЗП тощо)
  - Додатково 16 КБ (для FS-A1ST) або 32 КБ (для FS-A1GT) статичного ОЗП з батарейним живленням
- Відеоконтролер: Yamaha V9958 (також відомий як MSX-Video)
  - Відеопам'ять: 128 КБ
  - Текстові режими: 80 x 24 і 32 x 24 символів
  - Графічні режими: 512 x 212 (16 кольорів з 512) і 256 x 212 (19268 кольорів)
  - Спрайт: 32, 16 кольорів, до 8 спрайтів на одному рядку зображення
  - Апаратне прискорення для операцій копіювання, заливки, малювання ліній тощо.
  - Можливість подвоєння вертикальної роздільності за рахунок чергування рядків
  - Регістри горизонтальної і вертикальної прокрутки
- Мікросхема звукогенератора: Yamaha YM2149 (PSG)
  - 3 канали + шум
- Мікросхема звукогенератора: Yamaha YM2413 (OPLL) (MSX-Music)
  - 9 каналів FM-синтезатора або 6 каналів FM-синтезатора + 5 ударних інструментів
  - Набір з 15 встановлених інструментів і один користувацький інструмент
- Цифровий звук:
  - Один 8-розрядний канал (без ПДП), частота дискретизації 16 КГц за використання функцій BIOS
  - Вбудований мікрофон
- Інтерфейс MIDI: MIDI in/out (тільки для FS-A1GT)
- Мікросхема годинника реального часу

## Емуляція
На поточний момент комп'ютери MSX є однією з найбільш емульованих платформ.
- fMSX[ru] (сайт [Архівовано 21 лютого 2012 у WebCite]): портований емулятор MSX Марата Файзуліна
  - Перший емулятор MSX, що набув значного поширення, а також найчастіше портований
  - Точна емуляція MSX, MSX 2 і MSX 2+, зі звуком
  - Початковий код доступний з комерційно обмеженою ліцензією (безкоштовні порти дозволяються і заохочуються)
  - Більшість сучасних емуляторів MSX тою чи іншою мірою використовують початковий код fMSX
- blueMSX[ru] (сайт): кращий емулятор MSX, на думку багатьох користувачів[16]
  - Відносно новий емулятор (розробка почалася у вересні 2003 року), спочатку заснований на сирцевому коді fMSX
  - Ідеально виглядає емуляція MSX, MSX 2, MSX 2+, MSX Turbo R, Colecovision і Spectravideo
  - Дуже точна емуляція звуку
  - Багато унікальних можливостей (таких як емуляція Ethernet, запис відео, оцифровування) і користувацький інтерфейс зі змінними темами оформлення
  - Open source (GPL), починаючи з версії 2.0, не використовує початкового коду fMSX
- openMSX[en] (сайт [Архівовано 2 червня 2015 у Wayback Machine.]): Емулятор MSX, що прагне до досконалості
  - Емулятор MSX з низкою унікальних можливостей (наприклад, система скриптів) і відкритим початковим кодом (ліцензія GPL)
  - Дуже точна емуляція MSX, MSX 2, MSX 2+ і R Turbo
- BrMSX[ru]: в даний час[коли?] не підтримується
  - Найшвидший емулятор MSX і MSX 2 з усіх наявних. Написаний повністю на асемблері, тільки для системи MS-DOS
  - Автор BrMSX, Ricardo Bittencourt, тепер входить у колектив розробників blueMSX
- CJS MSX Emulator (сайт): в даний час не підтримується
  - Разом з fMSX був одним з перших і дуже успішних емуляторів MSX
  - На відміну від fMSX, початковий код не портується і може працювати тільки на IBM PC-сумісних комп'ютерах під керуванням MS-DOS
  - Швидка емуляція MSX і MSX 2 з хорошою підтримкою звуку
- fMSX for Series 60 (сайт) від Juha Riihimaki
  - Дуже цікавий порт емулятора fMSX для мобільних пристроїв Nokia Series 60
- MSX PLAYer
  - Єдиний офіційний емулятор від асоціації MSX Association (сайт японською), головою якої є Кадзухіко Нісі (творець стандарту MSX) — в даний час не підтримується.
- NLMSX (сайт [Архівовано 7 квітня 2022 у Wayback Machine.])
  - Простий і дуже точний емулятор MSX, MSX 2, MSX 2+ і TurboR, заснований на сирцевому коді fMSX 2.0 b
- NO$MSX (сайт) від Martin Korth
  - Хороший емулятор MSX і MSX 2, створений скоріше, як серйозний інструмент для розробки, ніж як звичайний емулятор
  - Має дуже зручний і корисний зневаджувач, написаний повністю на асемблері, добре працює навіть на комп'ютерах з процесором на частоті 33 МГц.
- paraMSX: порт fMSX, виконаний Yeongman Seo
  - Був одним із кращих портів fMSX для Windows на момент появи
- RuMSX (сайт [Архівовано 28 лютого 2018 у Wayback Machine.]): емулятор MSX Turbo R
  - Один з найстаріших емуляторів MSX, MSX 2, MSX 2+ і Turbo R
  - Мав дуже хорошу емуляцію звуку на момент появи
  - Дуже інтуїтивний користувацький інтерфейс
  - Перший емулятор MSX з підтримкою Turbo R
- RedMSX (сайт [Архівовано 12 квітня 2021 у Wayback Machine.]): альтернативний розвиток blueMSX
  - Починався як виправлення blueMSX, що додає підтримку ZIP-файлів і графічний фільтр SCALE2X  [Архівовано 3 липня 2015 у Wayback Machine.] (покращує чіткість зображення при збільшенні)
  - Має підтримку образів дисків у форматі DSK, стиснутих архіватором ZIP, і запуск таких файлів за допомогою перетягування ярлика
  - Емуляція світлового пістолета
  - Початковий код може бути скомпільований за допомогою Microsoft Visual C/C++ 6, тоді як blueMSX може бути скомпільований тільки за допомогою Microsoft Visual Studio .NET
  - Має дуже низькі вимоги до процесора, навіть нижчі, ніж blueMSX. Це дозволяє отримати хорошу швидкість і високу точність емуляції навіть на старих комп'ютерах

## Додаткові пристрої
Деякі з найбільш відомих додаткових пристроїв для комп'ютерів MSX:

### Звукові карти
- MSX-Audio[ru]
- MSX-Music[ru]
- Moonsound[ru]

### Відеокарти
- Graphics9000[ru]